# Liste der Kulturdenkmäler in Rodenbach (bei Hanau)
Die folgende Liste enthält die in der Denkmaltopographie ausgewiesenen Kulturdenkmäler auf dem Gebiet  der Gemeinde Rodenbach, Main-Kinzig-Kreis, Hessen.
Hinweis: Die Reihenfolge der Denkmäler in dieser Liste orientiert sich zunächst an Ortsteilen und anschließend der Anschrift, alternativ ist sie auch nach der Bezeichnung, der vom Landesamt für Denkmalpflege vergebenen Nummer oder der Bauzeit sortierbar.
Kulturdenkmäler werden fortlaufend im Denkmalverzeichnis des Landes Hessen durch das Landesamt für Denkmalpflege Hessen auf Basis des Hessischen Denkmalschutzgesetzes (HDSchG) geführt. Die Schutzwürdigkeit eines Kulturdenkmals hängt nicht von der Eintragung in das Denkmalverzeichnis des Landes Hessen oder der Veröffentlichung in der Denkmaltopographie ab.

Das Vorhandensein oder Fehlen eines Objekts in dieser Liste ist keine rechtsverbindliche Auskunft darüber, ob es Kulturdenkmal ist oder nicht: Diese Liste entspricht möglicherweise nicht dem aktuellen Stand der offiziellen Denkmaltopographie. Diese ist für Hessen in den entsprechenden Bänden der Denkmaltopographie Bundesrepublik Deutschland und im Internet unter DenkXweb – Kulturdenkmäler in Hessen einsehbar. Auch diese Quellen sind, obwohl sie durch das Landesamt für Denkmalpflege Hessen aktualisiert werden, nicht immer aktuell, da es im Denkmalbestand immer wieder Änderungen gibt.
Eine verbindliche Auskunft erteilt allein das Landesamt für Denkmalpflege Hessen.
Nutze diese Kartenansicht, um Koordinaten in der Liste zu setzen. In dieser Kartenansicht sind Kulturdenkmale ohne Koordinaten mit einem roten bzw. orangen Marker dargestellt und können in der Karte gesetzt werden. Kulturdenkmale ohne Bild sind mit einem blauen bzw. roten Marker gekennzeichnet, Kulturdenkmale mit Bild mit einem grünen bzw. orangen Marker.

## Kulturdenkmäler nach Ortsteilen

### Niederrodenbach
| Bild                                                   | Bezeichnung                                            | Lage | Beschreibung | Bauzeit   | Objekt-Nr. |
| ------------------------------------------------------ | ------------------------------------------------------ | --- | --- | --------- | ---------- |
| Bild gesucht BW                                        |                                                        | Am Wehrturm 3 LageFlur: 29, Flurstück: 34                                                                 | |           | 121706 DDB |
| Bild gesucht BW                                        |                                                        | Aulstraße 7/9 Lage                                                                                        | Kein Eintrag in denkXweb oder neue Adresse. |           |            |
| Bild gesucht BW                                        |                                                        | Bachstraße 7 Lage                                                                                         | Kein Eintrag in denkXweb oder neue Adresse. |           |            |
| Bild gesucht BW                                        | Ehemaliger Friedhof                                    | Gelnhäuser Straße 2 LageFlur: 29, Flurstück: 6/5                                                          | |           | 121814 DDB |
| Bild gesucht BW                                        |                                                        | Hanauer Landstraße 35 LageFlur: 31, Flurstück: 12/2                                                       | |           | 121815 DDB |
| Bild gesucht BW                                        | Historische Ortsbefestigung mit Wehrturm               | Hauptstraße 1, Alter Wehrturm, Gelnhäuser Straße LageFlur: 29, Flurstück: 22/2, 24/3, 24/4, 24/6, 36, 7/1 | |           | 121727 DDB |
| Bild gesucht BW                                        |                                                        | Hauptstraße 3 LageFlur: 29, Flurstück: 9                                                                  | |           | 121707 DDB |
| Bild gesucht BW                                        | Zum Schützenhof                                        | Hauptstraße 5 LageFlur: 29, Flurstück: 336/10                                                             | |           | 121816 DDB |
| Bild gesucht BW                                        |                                                        | Hauptstraße 6 LageFlur: 29, Flurstück: 246/1                                                              | |           | 121708 DDB |
|                                                        |                                                        | Hauptstraße 13 LageFlur: 29, Flurstück: 339/17                                                            | | 1605      | 121709 DDB |
| Bild gesucht BW                                        |                                                        | Hauptstraße 17 LageFlur: 29, Flurstück: 20/1                                                              | |           | 121710 DDB |
| Bild gesucht BW                                        |                                                        | Hauptstraße 18 LageFlur: 29, Flurstück: 110                                                               | |           | 121817 DDB |
| Bild gesucht BW                                        |                                                        | Hauptstraße 19/19a LageFlur: 29, Flurstück: 23/4, 23/5                                                    | |           | 121711 DDB |
| Bild gesucht BW                                        | Historisches Gemeindewirtshaus                         | Hauptstraße 26 LageFlur: 29, Flurstück: 98                                                                | |           | 121715 DDB |
| Bild gesucht BW                                        |                                                        | Hauptstraße 27 LageFlur: 29, Flurstück: 272/27                                                            | |           | 121818 DDB |
| Bild gesucht BW                                        | Ehemaliges Hirtenhaus                                  | Hauptstraße 33 LageFlur: 29, Flurstück: 62                                                                | |           | 121712 DDB |
| Bild gesucht BW                                        |                                                        | Hauptstraße 35 LageFlur: 29, Flurstück: 61                                                                | |           | 121713 DDB |
| Bild gesucht BW                                        |                                                        | Hauptstraße 39 LageFlur: 29, Flurstück: 63/1, 63/2                                                        | |           | 121714 DDB |
| Bild gesucht BW                                        |                                                        | Hauptstraße 41 LageFlur: 29, Flurstück: 64/2                                                              | |           | 121819 DDB |
| Ehemaliges Rathaus                                     | Altes Rathaus                                          | Kirchstraße 1a LageFlur: 29, Flurstück: 258/8                                                             | | 1737–1738 | 121820 DDB |
| Bild gesucht BW                                        |                                                        | Kirchstraße 2 LageFlur: 29, Flurstück: 241                                                                | |           | 121821 DDB |
| Bild gesucht BW                                        |                                                        | Kirchstraße 3 LageFlur: 29, Flurstück: 121                                                                | |           | 121716 DDB |
| Bild gesucht BW                                        | Ehemalige ev.-luth. Kirche mit Schulwohnung            | Kirchstraße 4 LageFlur: 29, Flurstück: 236/1                                                              | |           | 121717 DDB |
| Bild gesucht BW                                        | Ehemalige reformierte Schule                           | Kirchstraße 7 LageFlur: 29, Flurstück: 128                                                                | |           | 121718 DDB |
| Bild gesucht BW                                        |                                                        | Kirchstraße 8 LageFlur: 29, Flurstück: 235                                                                | |           | 121719 DDB |
| Historisches Amtshaus, Oberförsterei, später Schulhaus | Historisches Amtshaus, Oberförsterei, später Schulhaus | Kirchstraße 9 LageFlur: 29, Flurstück: 127                                                                | Oberförsterei, später Schulhaus | 1717      | 121720 DDB |
| Bild gesucht BW                                        |                                                        | Kirchstraße 11 LageFlur: 29, Flurstück: 130                                                               | |           | 121721 DDB |
| Bild gesucht BW                                        |                                                        | Kirchstraße 12 LageFlur: 29, Flurstück: 326/227                                                           | |           | 121822 DDB |
| weitere Bilder                                         | Evangelische Kirche, ehemalige reformierte Kirche      | Kirchstraße 15 LageFlur: 29, Flurstück: 129                                                               | Unverputzte Saalkirche und im östlichen Teil des Kirchenschiffes anschließender rechteckiger Chor. Im westlichen Teil in das Kirchenschiff eingestellter Kirchturm aus Bruchsteinen mit Ecksteinen aus Backsteinen. Das Kirchengebäude ist Kulturdenkmal aus geschichtlichen und städtebaulichen Gründen. | 1763–1765 | 121754 DDB |
| Bild gesucht BW                                        |                                                        | Kirchstraße 22 LageFlur: 29, Flurstück: 204                                                               | |           | 121823 DDB |
| Bild gesucht BW                                        |                                                        | Kirchstraße 24 LageFlur: 29, Flurstück: 203/2                                                             | |           | 121788 DDB |
| Bild gesucht BW                                        |                                                        | Kirchstraße 36 LageFlur: 29, Flurstück: 188/1                                                             | |           | 121722 DDB |
| Bild gesucht BW                                        |                                                        | Kirchstraße 44 LageFlur: 29, Flurstück: 179                                                               | |           | 121723 DDB |
| Bild gesucht BW                                        |                                                        | Mühlstraße 1 LageFlur: 29, Flurstück: 299/78                                                              | |           | 121724 DDB |
| Bild gesucht BW                                        |                                                        | Mühlstraße 8 LageFlur: 29, Flurstück: 144                                                                 | |           | 121725 DDB |
| Bild gesucht BW                                        |                                                        | Mühlstraße 9 LageFlur: 29, Flurstück: 301/88                                                              | |           | 121726 DDB |
| Bild gesucht BW                                        | Ehemalige Mühle                                        | Mühlstraße 10 LageFlur: 29, Flurstück: 331/147                                                            | |           | 121824 DDB |
| Bild gesucht BW                                        | Pfarrhof                                               | Mühlstraße 11 LageFlur: 29, Flurstück: 302/85                                                             | |           | 121825 DDB |
| Bild gesucht BW                                        |                                                        | Mühlstraße 2 Lage                                                                                         | Kein Eintrag in denkXweb oder neue Adresse. |           |            |

### Oberrodenbach
| Bild            | Bezeichnung                                | Lage                                                  | Beschreibung | Bauzeit                                | Objekt-Nr. |
| --------------- | ------------------------------------------ | ----------------------------------------------------- | --- | -------------------------------------- | ---------- |
| Bild gesucht BW |                                            | Am Kirchpfad LageFlur: 5, Flurstück: 19               | |                                        | 121828 DDB |
| Bild gesucht BW | Bildstock                                  | Barbarossastraße 44 LageFlur: 6, Flurstück: 24/12     | |                                        | 783987 DDB |
| Bild gesucht BW | Bildstock                                  | Bergstraße 21 LageFlur: 3, Flurstück: 215             | |                                        | 121751 DDB |
| Bild gesucht BW | Grenzstein                                 | Hainmühle (ohne Nummer) LageFlur: 1, Flurstück: 11    | |                                        | 121827 DDB |
| weitere Bilder  | Katholische Pfarrkirche St. Peter und Paul | Hanauer Straße 1 LageFlur: 4, Flurstück: 156, 157/1   | Schlichte Saalkirche mit einem quadratischen Fassadenturm der ein Pyramidendach besitzt. Das Kirchenschiff ist mit einem Walmdach bedeckt, wobei der Kirchturm im Norden in das Walmdach fast vollständig integriert wurde. Die Kirche ist ein Kulturdenkmal aus geschichtlichen, kulturhistorischen und städtebaulichen Gründen.                                  | Von 25. Mai 1838 bis 4. September 1839 | 121829 DDB |
| Bild gesucht BW | Ehemalige Schule                           | Hanauer Straße 1 LageFlur: 4, Flurstück: 53/1         | |                                        | 121753 DDB |
| Bild gesucht BW | Bildstock                                  | Hanauer Straße 30 LageFlur: 2, Flurstück: 102/2       | |                                        | 121752 DDB |
| Bild gesucht BW |                                            | Im Winkeltal 2 LageFlur: 3, Flurstück: 116/1          | |                                        | 121851 DDB |
| Bild gesucht BW | Preußisches Revierförster-Dienstgehöft     | Lochseif (ohne Nummer) LageFlur: 40, Flurstück: 9/8   | |                                        | 121830 DDB |
| weitere Bilder  | Barbarossaquelle                           | Schäferberg (ohne Nummer) LageFlur: 11, Flurstück: 14 | Die Barbarossaquelle ist eine kleine Quelle bei Rodenbach und befindet sich in der südöstlichen Bulau, einem größeren zusammenhängenden Waldgebiet östlich von Hanau. Die Barbarossaquelle liegt in einem kleinen Talkessel am Rande eines Waldsees, in der Nähe der Landesgrenze zu Bayern auf einer Höhe 167 m ü. NN. Kulturdenkmal aus geschichtlichen Gründen. |                                        | 121826 DDB |
| Bild gesucht BW |                                            | Waldstraße 2 LageFlur: 4, Flurstück: 93/1             | |                                        | 121755 DDB |